# Уинсер, Саймон
Саймон Уинсер (англ. Simon Wincer) — австралийский кинорежиссёр и продюсер.

## Биография
Родился в 1943 году в Сиднее. Профессиональную карьеру начинал режиссёром на австралийском телевидении, где снял несколько популярных сериалов. В кино Саймон Уинсер дебютировал в 1979 году фильмом «Моментальный снимок». 
Киноработы Уинсера — фильмы «Харли Дэвидсон и Ковбой Мальборо» (1991), «Джек-молния» (1994), «Освободите Вилли» (1993), «Фантом» (1996) — имели ограниченный успех среди зрителей и критиков. Некоторого признания в США Саймон Уинсер смог добиться, лишь вернувшись к своему прежнему занятию — производству телесериалов. Несмотря на это, некоторые фильмы Уинсера (например, «Харли Дэвидсон и Ковбой Мальборо») приобрели культовый характер за рубежом.

## Фильмография
- 1979 — Снимок / Snapshot
- 1980 — Арлекин / Harlequin
- 1983 — Фар Лэп: Путь к победе / Phar Lap
- 1985 — Дэрил / D.A.R.Y.L.
- 1987 — Лёгкая кавалерия / The Lighthorsemen
- 1988 — Пырей / Bluegrass
- 1989 — Одинокий голубь / Lonesome Dove
- 1990 — Куигли в Австралии / Quigley Down Under
- 1991 — Харли Дэвидсон и Ковбой Мальборо / Harley Davidson and the Marlboro Man
- 1993 — Освободите Вилли / Free Willy
- 1994 — Джек—молния / Lightning Jack
- 1995 — Операция «Дамбо» / Operation Dumbo Drop
- 1996 — Фантом / The Phantom
- 1997 — Вспышка / Flash
- 1998 — Побег: Живой груз / Escape: Human Cargo
- 1998 — Раскаты грома / The Echo of Thunder
- 1999 — Великий комбинатор / P.T. Barnum
- 2001 — Под перекрёстным огнём / Crossfire Trail
- 2001 — Крокодил Данди в Лос-Анджелесе / Crocodile Dundee in Los Angeles
- 2003 — Монти Уолш / Monte Walsh
- 2003 — Рождённый в песках / The Young Black Stallion
- 2008 — Луна команчей / Comanche Moon
- 2011 — Кубок / The Cup